# Kabinet Brzostowskiego
Kabinet Brzostowskiego – dekoracyjny kabinet, zwany także „kabinetem patriotycznym”, inspirowany wydarzeniami powstania styczniowego, wykonany przez rzeźbiarza Józefa Korwina Brzostowskiego.

## Historia
Krakowski artysta rozpoczął pracę nad kabinetem jeszcze w trakcie powstania styczniowego w 1864 roku. Wykonanie mebla zajęło sześć lat. Brzostowski był twórcą rzeźb i płaskorzeźb, ołtarzy, ram do obrazów, np. dla Jana Matejki czy Andrzeja Grabowskiego, oraz niewielkich mebli. W historii konserwacji zapisał się jako restaurator średniowiecznych retabulów ołtarzowych, m.in. w krakowskim kościele św. Floriana i katedrze na Wawelu. Najbardziej znanym dziełem Brzostowskiego jest zamówiona w 1873 roku przez profesora Stanisława Tarnowskiego hebanowa kaseta mieszcząca rękopis Pana Tadeusza Adama Mickiewicza, przechowywana obecnie w zbiorach Ossolineum. Wybór kabinetu jako mebla, którym Brzostowski postanowił uczcić pamięć powstania, miał związek z przeprowadzoną przez niego renowacją innego kabinetu, którego formę, układ dekoracji i ornamentykę powtórzył w swoim dziele. Mebel, na którym artysta się wzorował, znajduje się obecnie w zbiorach Muzeum Narodowego w Warszawie. W okresie międzywojennym kabinet Brzostowskiego został włączony do zbiorów wawelskich. Nie wiadomo jednak, w jakich okolicznościach znalazł się na Wawelu. Dziś można go obejrzeć na stałej wystawie w Zamku w Pieskowej Skale – oddziale Zamku Królewskiego na Wawelu.

## Opis
Kabinet nawiązuje formą do XVII-wiecznych wzorów augsburskich. Graniasty korpus z odchylaną ścianką przednią wspiera się na niewysokim cokole. We wnętrzu znajduje się dziewięć szufladek ułożonych wokół centralnie umieszczonych drzwiczek, tzw. tabernakulum. Mają one formę kolumnowego portyku. W jego zwieńczeniu została umieszczona data 1863. Kolumny dekorowane są panopliami. Poniżej w cokole znajduje się trójpolowa tarcza herbowa z Orłem polskim, Pogonią litewską i Archaniołem Michałem, herbem Rusi Kijowskiej – wzór godła  przyjęty przez powstańczy Komitet Centralny Narodowy. Po otwarciu drzwiczek widać dodatkowe siedem szufladek. Mebel został bogato ozdobiony rysunkami wykonanymi piórkiem na kościanych płytkach, które następnie wmontowano w okleinę palisandrową. Są to przedstawienia poświęcone wydarzeniom i postaciom powstania styczniowego. Brzostowski jako pierwowzory wykorzystał krążące po kraju ilustracje, np. Śmierć Ludwika Narbutta w Dubiczach – według obrazu Michała Elwiro Andriollego, malarza, który walczył u boku Ludwika Narbutta, czy też scenę bitwy pod Węgrowem, nazwanej „polskimi Termopilami”. Sięgał również do rysunków Artura Grottgera z cykli: Warszawa I, Polonia i Wojna. Artysta wykorzystał ponadto przedstawienia bitew i scen rodzajowych publikowanych przede wszystkim w prasie francuskiej i polskiej (jak „Przyjaciel Domowy”, „Postęp”).

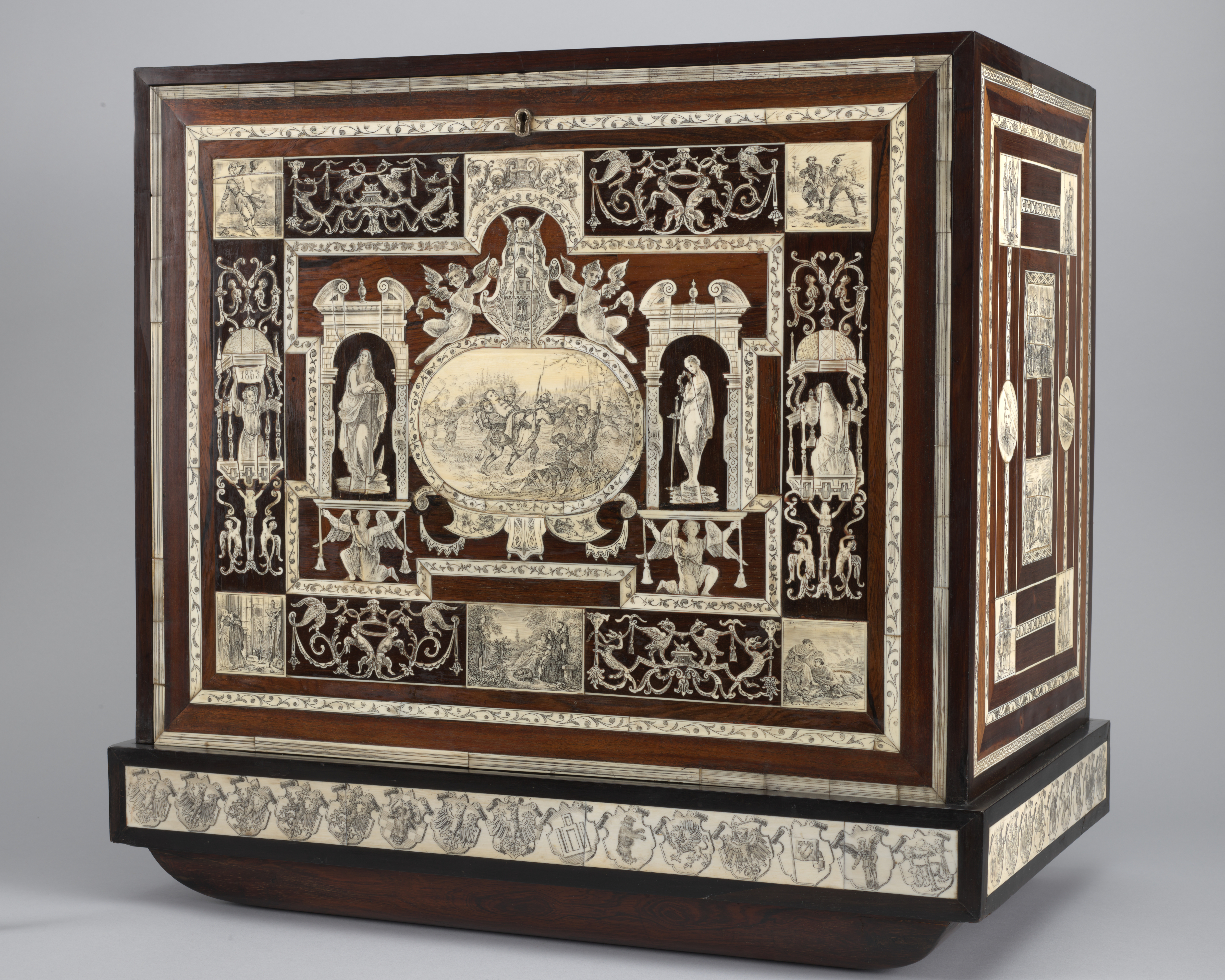
Kabinet z umieszczoną centralnie grafiką Śmierć Ludwika Narbutta w Dubiczach

Na cokole kabinetu artysta umieścił 32 herby księstw i województw Rzeczypospolitej oraz Wielkiego Księstwa Litewskiego. Pokazanie ich na meblu miało symbolizować jedność narodu i państwa. Był to często pojawiający się motyw w ówczesnej sztuce, choćby w malarstwie Jana Matejki. Aby wzmocnić efekt patriotyczny, Brzostowski umieścił w cokole mebla pozytywkę, która wygrywała melodie pieśni: Mazurka Dąbrowskiego, Boże coś Polskę, Z dymem pożarów. Przedstawienia nie mają jednak wyłącznie charakteru pochwalnego. Artysta włączył także alegorie przedstawiające społeczne skutki wojny – głód, demoralizację, rozpad rodziny czy ogólnie pojęty smutek. 
Dzięki analizom badaczki tego zabytku, Stanisławy Link-Lenczowskiej, można przypuszczać, że artysta starał się, kosztem logiki przedstawienia, umieścić na meblu jak najwięcej ilustracji. W efekcie niektóre zestawienia ilustracji cechuje zbytni przepych i brak związku. Zdobienia są niezwykle staranne, ale w wielu miejscach naiwne. Po wyczerpaniu wzorców patriotycznych artysta postanowił na przykład włączyć przedstawienia zwierząt, ptaków czy myśliwych. Te motywy często wykorzystywano przy zdobieniu kabinetów. Kabinet wykonany przez Brzostowskiego jest unikatowym zapisem wydarzeń wciąż żywych w świadomości pokolenia powstańców styczniowych oraz znakomitym źródłem na temat modnej ikonografii komentującej wydarzenia patriotyczne.